# Tehelné pole
Tehelné pole är en fotbollsarena belägen i Bratislava, Slovakien. Arenan har fått sitt namn efter arenan med samma namn som invigdes 1939.
Arenan används mest för fotbollsmatcher och är värd för Slovakiens herrlandslag.